# Pohlia grammophylla
Pohlia grammophylla är en bladmossart som beskrevs av Brotherus 1903. Pohlia grammophylla ingår i släktet nickmossor, och familjen Bryaceae. Inga underarter finns listade i Catalogue of Life.